# Wiktor Petrow (Schriftsteller)

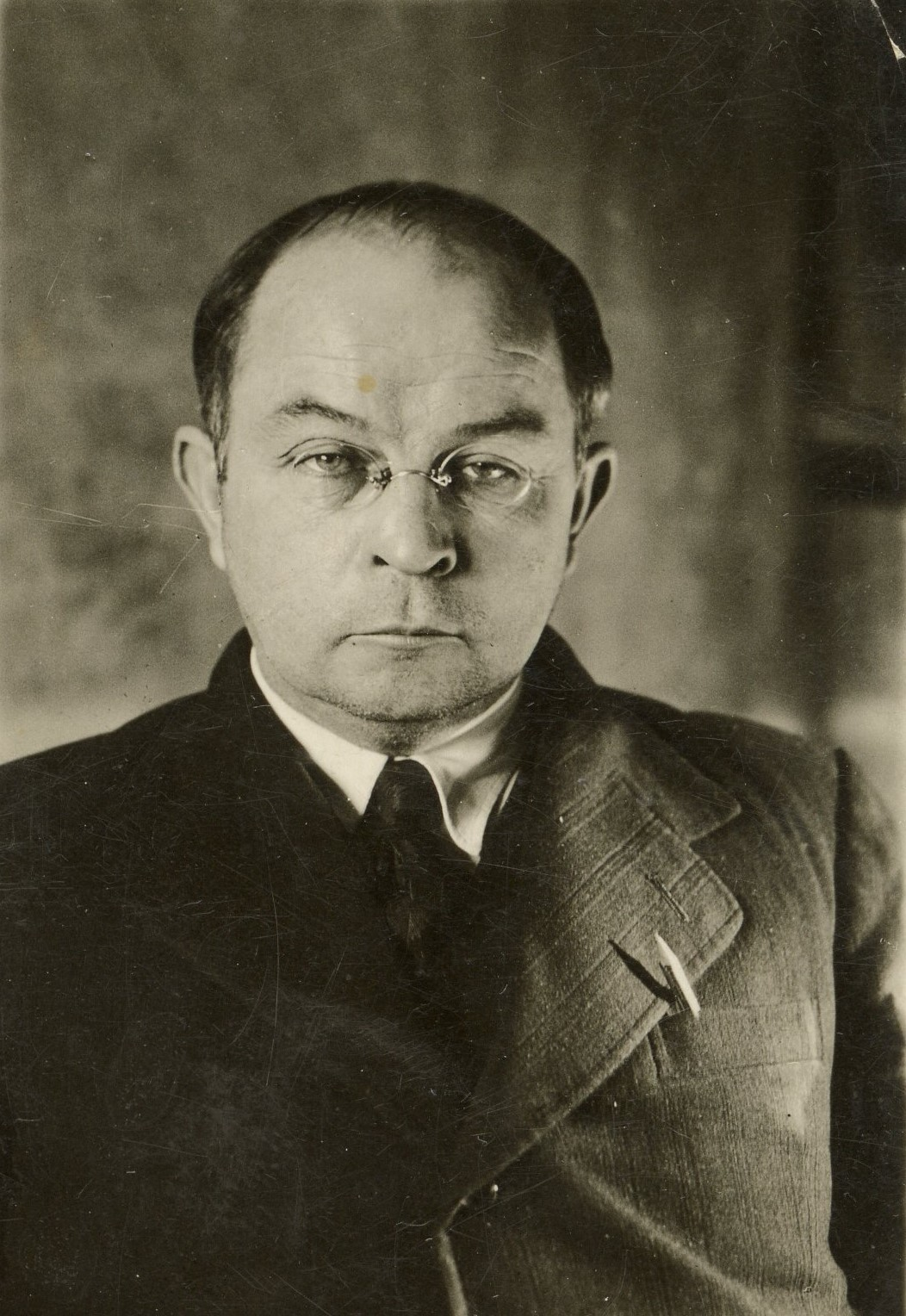
Wiktor Petrow

Wiktor Platonowytsch Petrow (ukrainisch Віктор Платонович Петров, * 10. Oktober 1894 in Jekaterinoslaw, Russisches Kaiserreich; † 8. Juni 1969 in Kiew, Sowjetunion) war ein ukrainischsprachiger sowjetischer Schriftsteller, Philosoph, Literaturwissenschaftler und Archäologe. Zusammen mit Walerjan Pidmohylnyj gilt Petrow als Begründer des ukrainischen intellektuellen Romans. Obwohl Petrow heute als Schriftsteller in Erinnerung bleibt, war er zu Lebzeiten in erster Linie Wissenschaftler. Er verfasste Aufsätze über Archäologie, Anthropologie, Geschichte, Philosophie und Literaturwissenschaft. Petrow verwendete als Pseudonyme W. Domontowytsch und Wiktor Ber.

## Leben
Wiktor Petrow wurde am 10. Oktober 1894 in Jekaterinoslaw (dem heutigen Dnipro) geboren. Im Jahr 1918 schloss er sein Studium an der historisch-philologischen Fakultät der Universität Kiew ab. Später arbeitete er im ethnografischen Komitee der Ukrainischen Akademie der Wissenschaften. 1930 promovierte er mit einer Studie mit dem Titel „Pantelejmon Kulisch in den 50er Jahren. Leben. Ideologie. Kreativität“. Während des Zweiten Weltkriegs befand er sich im von den Deutschen besetzten Gebiet, wo er für mehrere ukrainische Zeitschriften und Zeitungen arbeitete.
Nach dem Zweiten Weltkrieg emigrierte Petrow nach Deutschland und war als Professor an der Ukrainischen Freien Universität in München tätig. Er war auch eines der Gründungsmitglieder der ukrainischen Künstlerbewegung, einer literarischen Organisation der ukrainischen Diaspora. Zu einem späteren Zeitpunkt verschwand Petrow unter unbekannten Umständen aus Deutschland. Später stellte sich heraus, dass er in die Sowjetunion zurückgekehrt war und weiterhin am Institut für Archäologie in Kiew arbeitete. Petrow starb 1969 und ist in Kiew begraben.

## Werke (Auswahl)
Romane
- Diwtschyna s wedmedykom (Дівчина з ведмедиком, 1928)
  - deutsch von Peter Marius Huemer und Ganna Gnedkova: W. Domontowytsch: Das Mädchen mit dem Bären. Septime Verlag, Wien 2022, ISBN 978-3-99120-011-6.[2]
- Bez gruntu (Без ґрунту), veröffentlicht im 1948 in Regensburg[3]
- Doktor Serafikus (Доктор Серафікус), veröffentlicht im 1947 in München[4]

Romanbiographien
- Alina i Kostomarow (Аліна й Костомаров, 1929)
- Romany Kulischa (Романи Куліша, 1930)

Wissenschaftliche Veröffentlichungen
- Ukrainische Kulturschaffende - Opfer des bolschewistischen Terrors (Українські культурні діячі — жертви більшовицького терору, 1944)[5]
- Die Herkunft des ukrainischen Volkes (Походження українського народу, 1947)[6]
- Historische Geographie und Probleme der slawischen Ethnogenese auf der Grundlage von Hydronymen (Історична географія та проблеми слов'янського етногенезу на матеріалах гідронімії, 1966)[7]